# Västra Yan
Västra Yan (西燕; Xīyàn) var en stat under tiden för De sexton kungadömena i Kina. Staten existerade år 384 till 394. Landet kontrollerade dagens Shanxi och Henan och dess huvudstad var Changzi (dagens Changzhi i Shanxi).
Staten grundades av Murong Hong (慕容泓) som tillhörde folkgruppen Xianbei. Murong Hong utropades 384 sig som ledare för Yan (燕) och 385 erövrades Chang'an. 394 erövrades Västra Yan av Senare Yan.